# Sierra Leone na Letnich Igrzyskach Olimpijskich 1968
Sierra Leone na Letnich Igrzyskach Olimpijskich 1968 w Meksyku reprezentowało 3 zawodników, wyłącznie mężczyzn.
Był to pierwszy start reprezentacji Sierra Leone na letnich igrzyskach olimpijskich.

## Boks
Mężczyźni
- John Coker – waga ciężka (9. miejsce)

## Lekkoatletyka
Mężczyźni
- Alifu Massaquoi – bieg na 10000 metrów (nie ukończył biegu), maraton (45. miejsce)
- Marconi Turay – skok wzwyż (39. miejsce)